# Mike Newell (réalisateur)
Pour les articles homonymes, voir Newell et Mike Newell.
Mike Newell, né le 28 mars 1942 à St Albans, Hertfordshire, Angleterre (Royaume-Uni) est un réalisateur, producteur et cadreur britannico-américain.
Il se fait connaître du grand public en réalisant notamment les films Quatre mariages et un enterrement en 1994 (pour lequel il remporte un BAFTA Award) et Harry Potter et la Coupe de feu en 2005.

## Biographie

### Jeunesse
Newell est le fils d'acteurs amateurs. Il étudie à la St Albans School puis au Magdalene College (université de Cambridge). Il suit un cursus de trois ans de perfectionnement à la Granada Television pour entrer dans le milieu du théâtre.

### Carrière
Newell dirige diverses émissions de la télévision britannique des années 1960 (comme Spindoe (en) (1968), crédité comme « Cormac Newell » et Big Breadwinner Hog (en)). Il obtient finalement un diplôme de réalisateur et commence par tourner des films d'épouvante La Malédiction de la vallée des rois (1980) et Bad Blood (1981) parlant d'un boucher de la Nouvelle-Zélande.

## Filmographie

### Réalisateur

#### Cinéma
- 1980 : La Malédiction de la vallée des rois (The Awakening)
- 1981 : Bad Blood
- 1985 : Un crime pour une passion (Dance with a Stranger)
- 1985 : The Good Father
- 1987 : La Force du silence (Amazing Grace and Chuck)
- 1988 : Soursweet
- 1992 : Avril enchanté (Enchanted April)
- 1993 : Le Cheval venu de la mer (Into the West)
- 1994 : Quatre Mariages et un enterrement (Four Weddings and a Funeral)
- 1995 : An Awfully Big Adventure
- 1997 : Donnie Brasco
- 1999 : The Adventures of Young Indiana Jones: Masks of Evil (vidéo)
- 1999 : Les Aiguilleurs (Pushing Tin)
- 2003 : Le Sourire de Mona Lisa (Mona Lisa Smile)
- 2005 : Harry Potter et la Coupe de feu (Harry Potter and the Goblet of Fire)
- 2007 : L'Amour aux temps du choléra (Love in the Time of Cholera)
- 2010 :  Les Sables du temps (Prince of Persia: The Sands of Time)
- 2012 : De grandes espérances (Great Expectations)
- 2018 : Le Cercle littéraire de Guernesey (The Guernsey Literary and Potato Peel Pie Society)

#### Télévision
- 1964 : Sharon (documentaire)
- 1965 : Thirty-Minute Theatre (en) (série)
- 1967 : The Kindness of Strangers
- 1967 : Spindoe (série)
- 1968 : The Gamekeeper
- 1968 : 69 Murder - The Blood Relation
- 1968 : Them Down There
- 1968 : City 68 épisode The Visitors
- 1969 : Blood Relations
- 1969 : Big Breadwinner Hog (série)
- 1969 : Hadleigh (série)
- 1970 : Allergy
- 1970 : Death of a Dog
- 1970 : Arthur Wants You for a Sunbeam
- 1970 : The Adventures of Don Quick (série)
- 1971 : Mrs. Mouse, Are You Within?
- 1971 : Budgie (série)
- 1971 : The Guardians (série)
- 1971 : Big Soft Nelly Mrs. Mouse (téléfilm)
- 1972 : The Man from Haven (série)
- 1972 : Not Counting the Savages (court-métrage)
- 1972 : Just Your Luck
- 1973 : The New Word
- 1973 : A Face of Your Own
- 1973 : Wessex Tales (série)
- 1973 : £12 Look
- 1973 : Barbara's Wedding
- 1973 : The Melancholy Hussar
- 1974 : Silver Wedding
- 1974 : The Gift of Friendship
- 1974 : Baa Baa Black Sheep
- 1974 : The Childhood Friend
- 1974 : Ms or Jill and Jack
- 1975 : Lost Yer Tongue?
- 1975 : Jack Flea's Birthday Celebration
- 1975 : Mrs. Ackland's Ghosts
- 1975 : Of the Fields Lately
- 1975 : Brassneck
- 1975 : The Boundary
- 1975 : The Midas Connection
- 1976 : Ready When You Are Mr. McGill
- 1976 : Buffet
- 1977 : Honey
- 1977 : The Fosdyke Saga
- 1977 : Charm
- 1977 : L'Homme au masque de fer (The Man in the Iron Mask)
- 1977 : The Mayor's Charity
- 1978 : Little Girls Don't
- 1978 : Mr. & Ms. Bureaucrat
- 1978 : Destiny
- 1982 : Birth of a Nation
- 1983 : Blood Feud
- 1989 : The Whole Hog
- 1989 : Smith and Jones in Small Doses (série) (épisode The Whole Hog)
- 1990 : Common Ground (mini-série télévisée)
- 1992 : Les Aventures du jeune Indiana Jones (série) (épisodes Florence, May 1908 et Istanbul, September 1918)
- 2002 : Jo
- 2003 : The Branch (série)

### Producteur
- 1997 : Forever (Photographing Fairies), de Nick Willing
- 1999 : 200 Cigarettes, de Risa Bramon Garcia
- 1999 : Un coup d'enfer (Best Laid Plans), de Mike Barker
- 2000 : High Fidelity, de Stephen Frears
- 2000 : Traffic, de Steven Soderbergh
- 2003 : The Branch, de Mike Newell (série télévisée)
- 2003 : Rose et Cassandra (I Capture the Castle), de Tim Fywell
- 2004 : !Huff, de Scott Winant
- 2004 : Huff, de Bob Lowry (série télévisée)

## Acteurs récurrents
Mike Newell choisit souvent des acteurs récurrents, comme Miranda Richardson, un de ses acteurs fétiches, avec qui il a collaboré trois fois.
| Interprètes        | Année | Film                                   | Rôle                |
| ------------------ | ----- | -------------------------------------- | ------------------- |
| Miranda Richardson | 1985  | Un crime pour une passion              | Ruth Ellis          |
| Miranda Richardson | 1992  | Avril enchanté                         | Rose Arbuthnot      |
| Miranda Richardson | 2005  | Harry Potter et la Coupe de feu        | le Rita Skeeter     |
| Alfred Molina      | 1992  | Avril enchanté                         | Mellersh Wilkins    |
| Alfred Molina      | 2010  | Prince of Persia : Les Sables du Temps | Sheik Amar          |
| Jim Broadbent      | 1985  | The Good Father                        | Roger Miles         |
| Jim Broadbent      | 1992  | Avril enchanté                         | Frederick Arbuthnot |
| Hugh Grant         | 1994  | Quatre Mariages et un enterrement      | Charles             |
| Hugh Grant         | 1995  | An Awfully Big Adventure               | Meredith Potter     |
| Alan Rickman       | 1995  | An Awfully Big Adventure               | P.L. O'Hara         |
| Alan Rickman       | 2005  | Harry Potter et la Coupe de feu        | Severus Rogue       |